# Kinchafoonee Creek
Der Kinchafoonee Creek ist ein Wasserlauf im Südwesten von Georgia. Er entspringt in der Nähe von Buena Vista. Er fließt 121 km in südöstlicher Richtung und mündet in der Nähe von Albany in den Flint River.
Die Bezeichnung Kinchafoonee stammt aus der Sprache der Creek und bezeichnet einen Mörser aus Knochen, der zur Zerkleinerung von Nüssen diente.
Der Wasserlauf fließt durch die Countys Marion, Webster (das ehemalige Kinchafoonee County), Sumter, Terrell, Lee und  Dougherty.